# الکس بروسکه
الکس بروسکه (اسپانیایی: Alex Brosque‎؛ زادهٔ ۱۲ اکتبر ۱۹۸۳) بازیکن فوتبال اهل استرالیا است.
از باشگاه‌هایی که در آن بازی کرده‌است می‌توان به باشگاه فوتبال بریزبن رور، باشگاه فوتبال سیدنی، باشگاه فوتبال فاینورد، باشگاه فوتبال العین، باشگاه فوتبال شیمیزو اس-پالس، باشگاه فوتبال سیدنی اشاره کرد.